# SuperTux
SuperTux é um jogo de computador de código aberto desenvolvido em 2D que se baseia nos primeiros jogos da série Mario, da Nintendo, e traz o Tux, mascote do Linux como atração principal.

## Desenvolvimento e lançamento
O jogo começou a sua vida como um projeto a solo de Bill Kendrick, também criador do Tux Paint, trabalhando sob o nome New Breed Software. Mais tarde, o seu desenvolvimento foi continuado e o motor do jogo, bem como o seu aspeto visual e mecânicas foram reinventadas por vários membros da comunidade open source, nomeadamente Ingo Ruhnke. Atualmente, o jogo continua a receber atualizações desenvolvidas por contribuidores independentes que integram a equipa de desenvolvimento do SuperTux
O jogo foi lançado oficialmente para Linux, Windows e macOS, mas têm sido criadas versões do jogo para múltiplas outras plataformas, nomeadamente Android e consolas comerciais tais como a Wii, Nintendo 3DS, PSP, PlayStation 2 e Palm WebOS, estando estas disponíveis para consolas alteradas com homebrew.